# Diduga flavicosta
Diduga flavicosta är en fjärilsart som beskrevs av Adalbert Seitz 1914. Diduga flavicosta ingår i släktet Diduga och familjen björnspinnare. Inga underarter finns listade i Catalogue of Life.